# Omoda

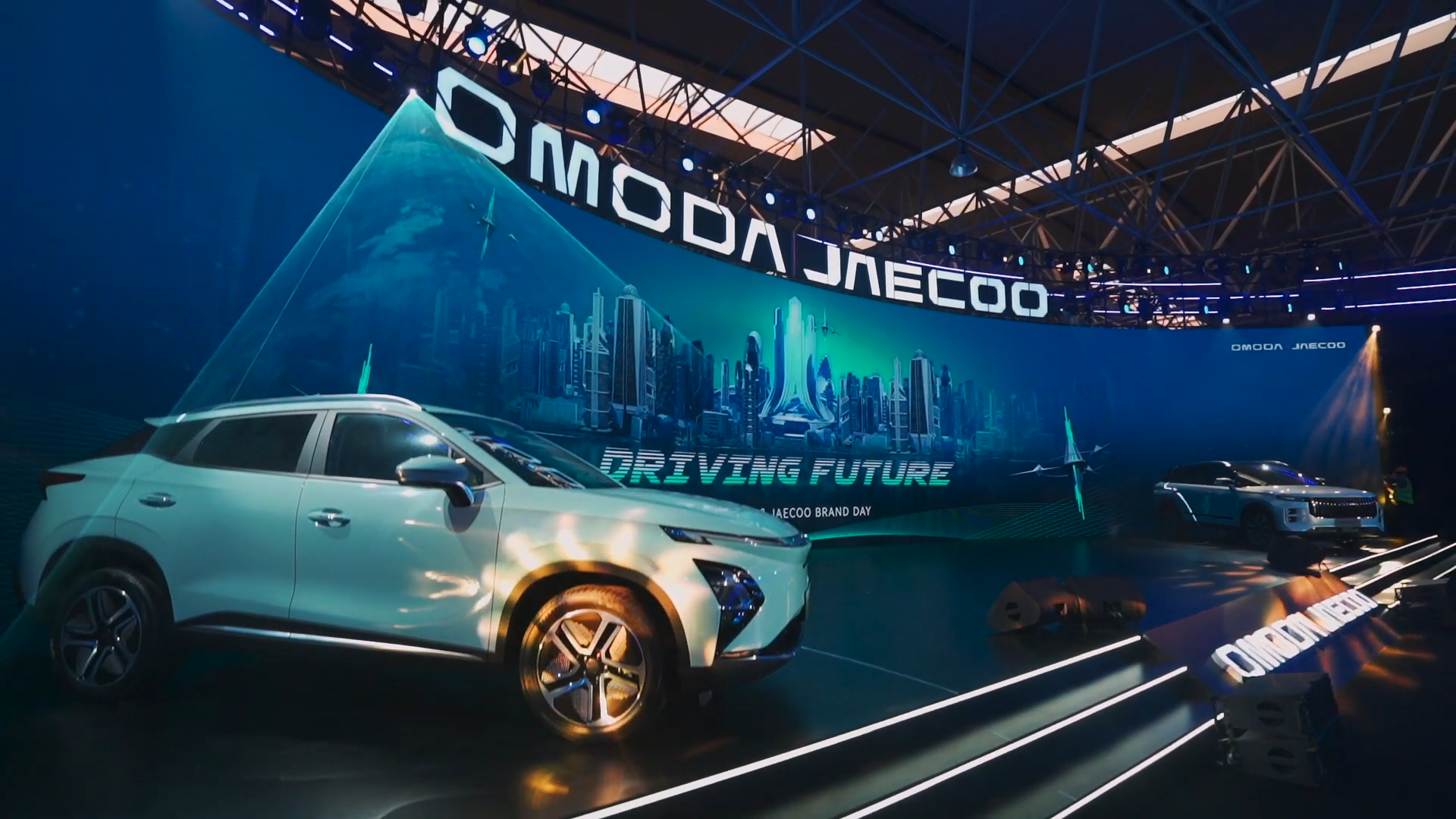
Inauguracja Omoda & Jaecoo, Chiny, 2023

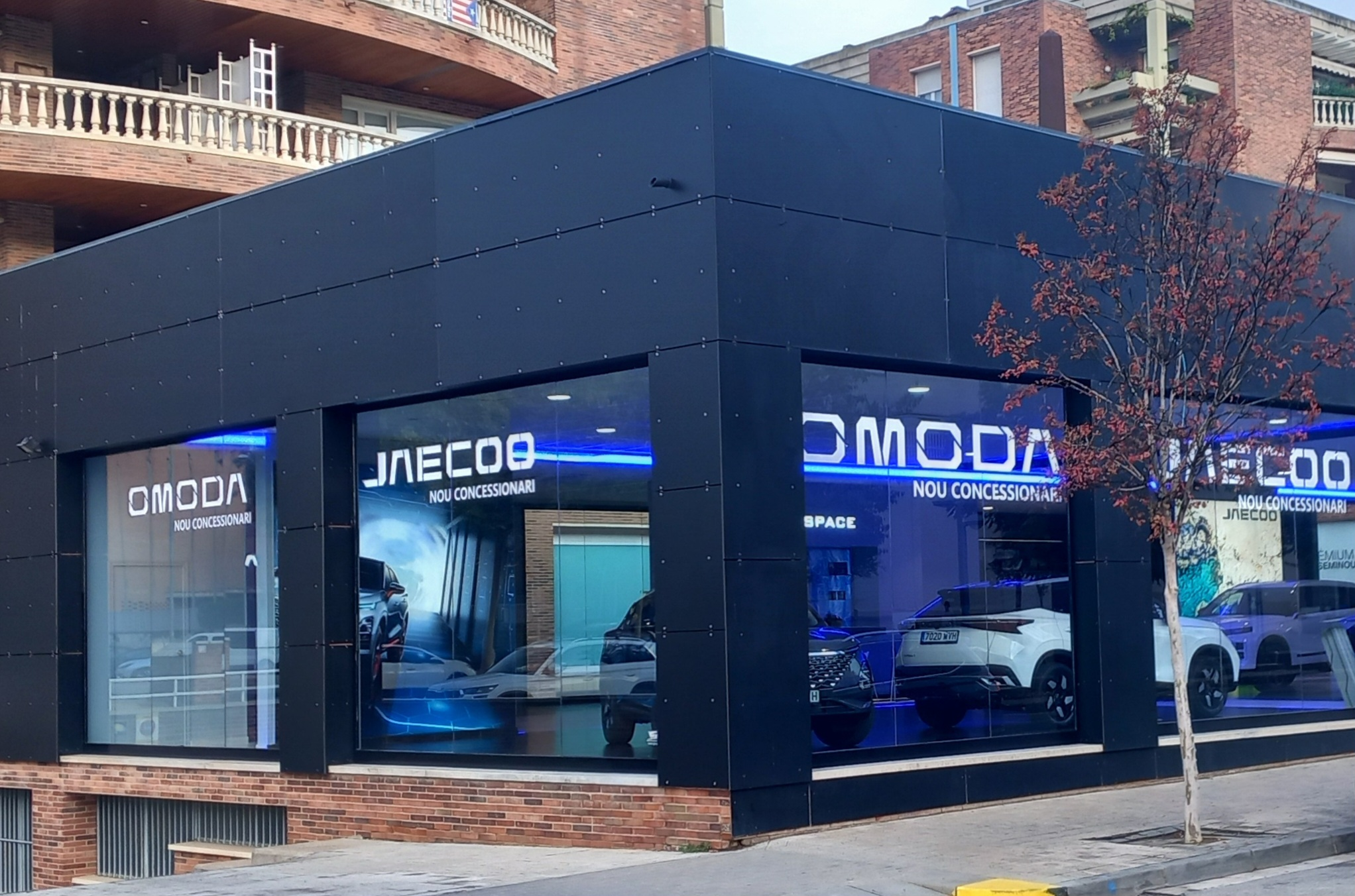
Dealer Omoda & Jaecoo, Hiszpania, 2024

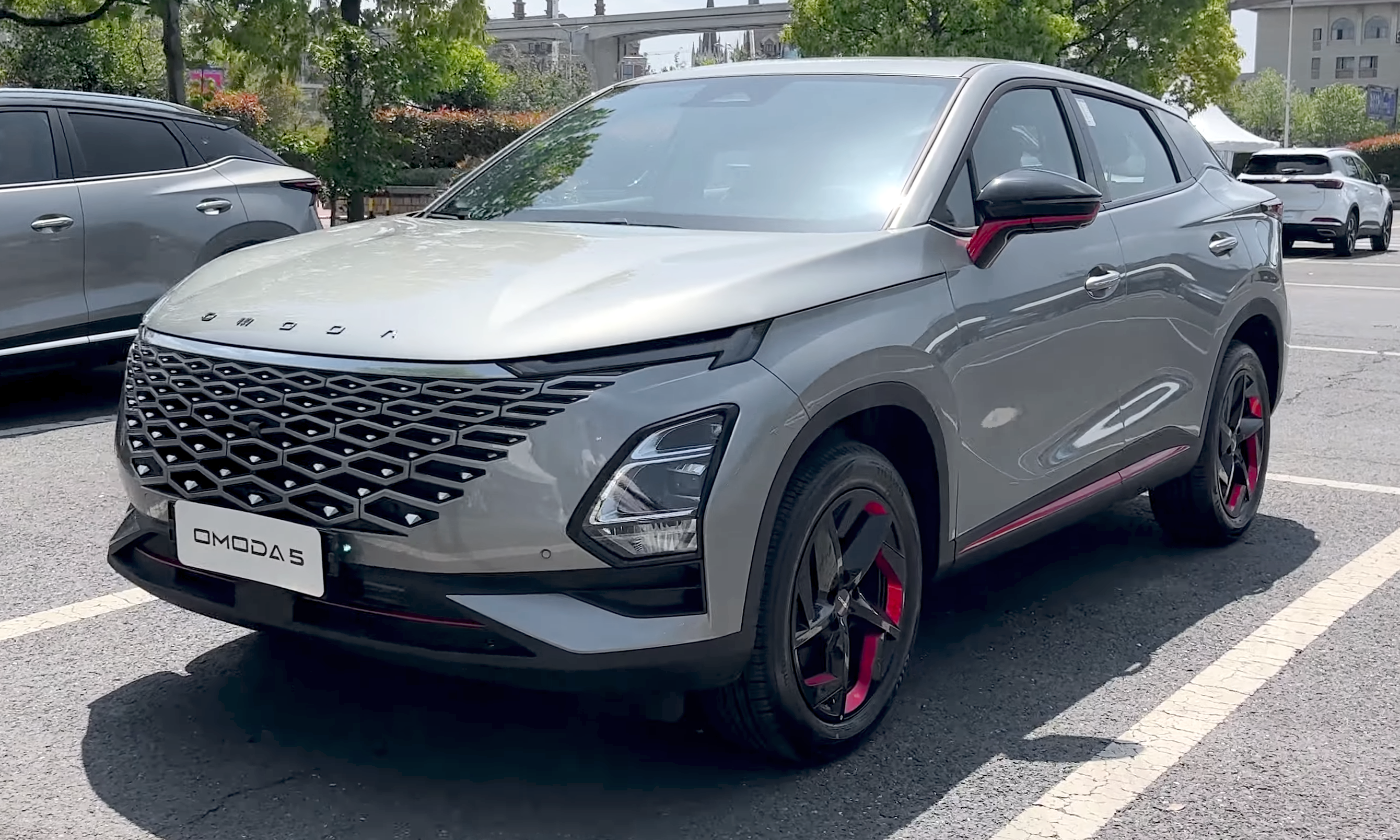
Omoda 5 (2022)

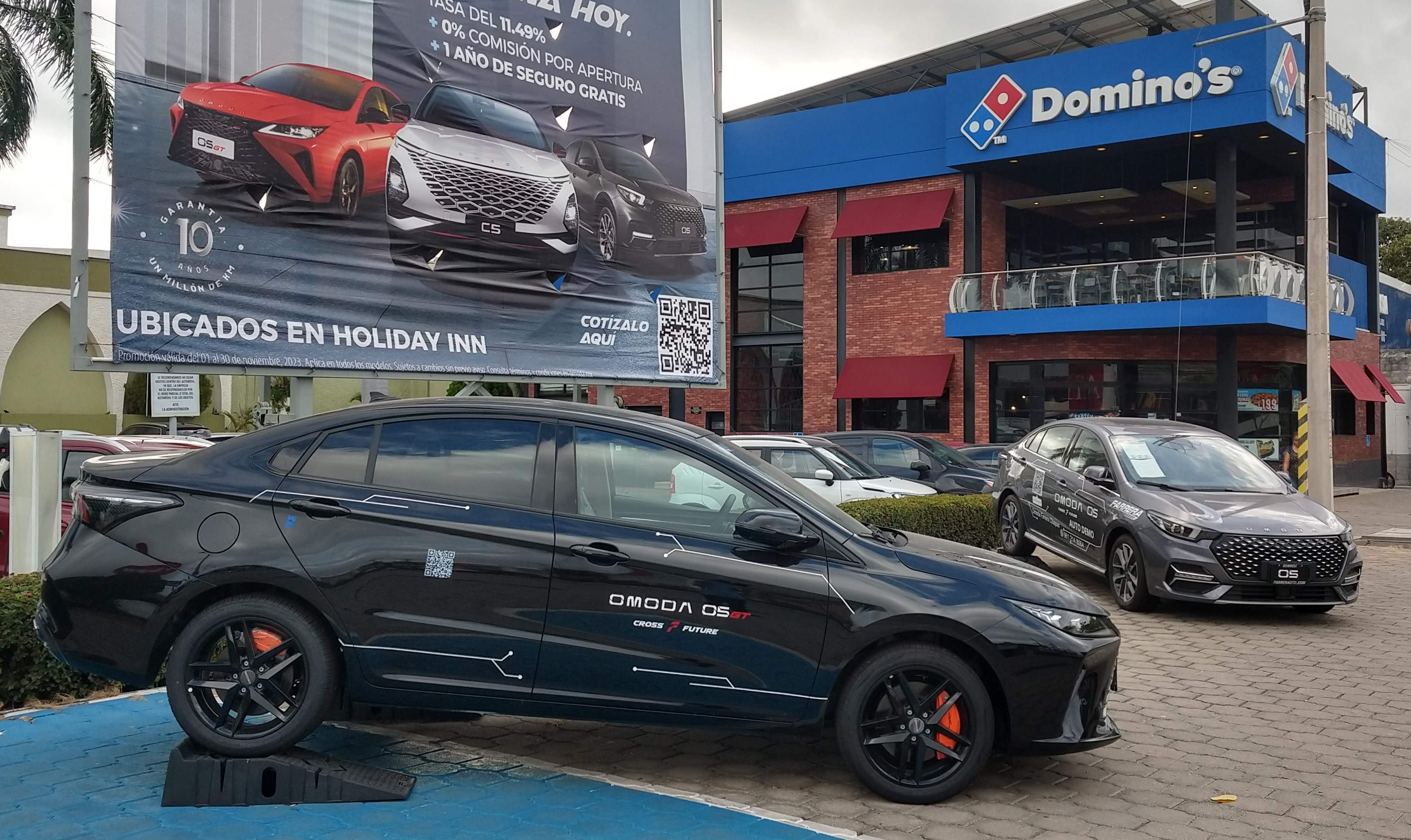
Omoda O5 i O5 GT (2023)

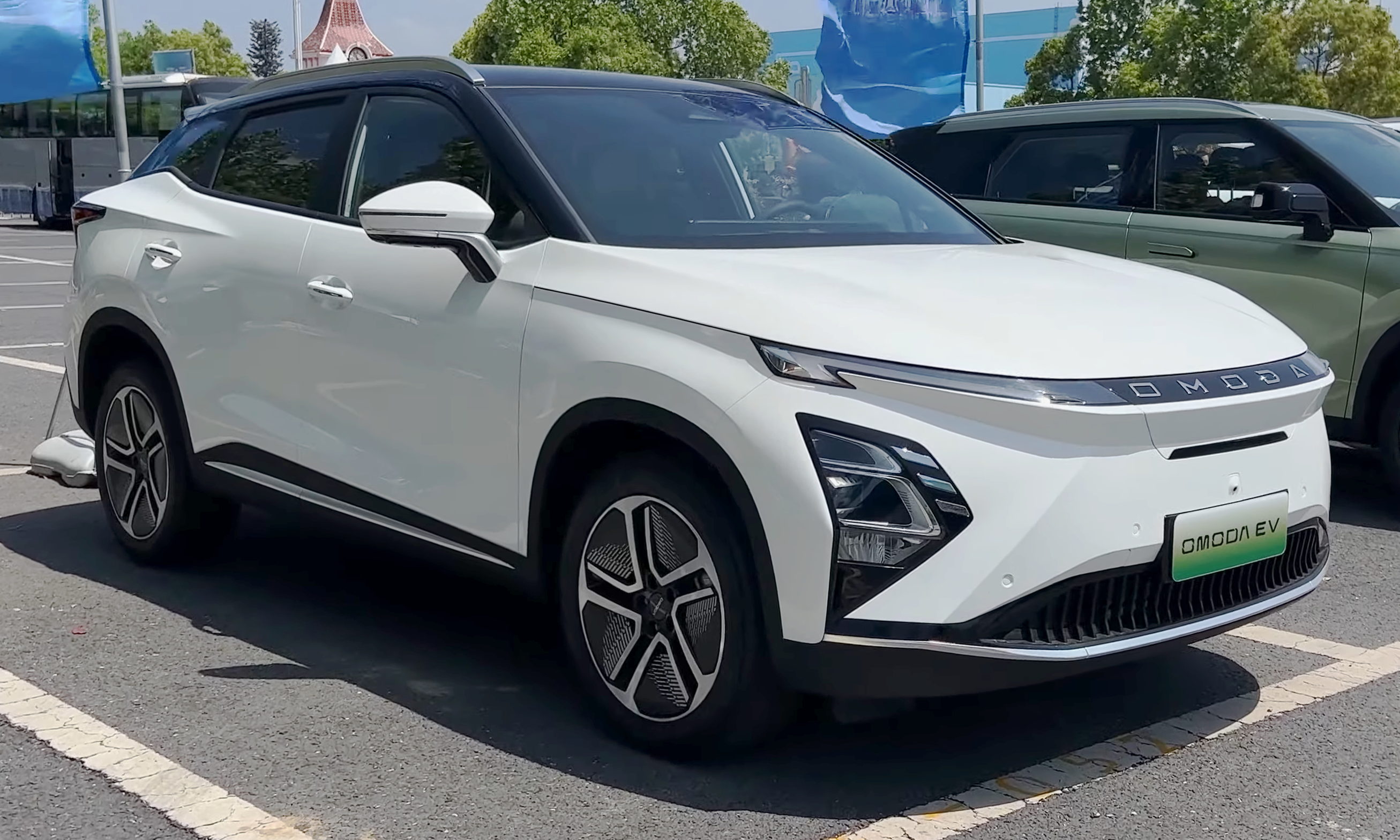
Omoda E5 (2024)

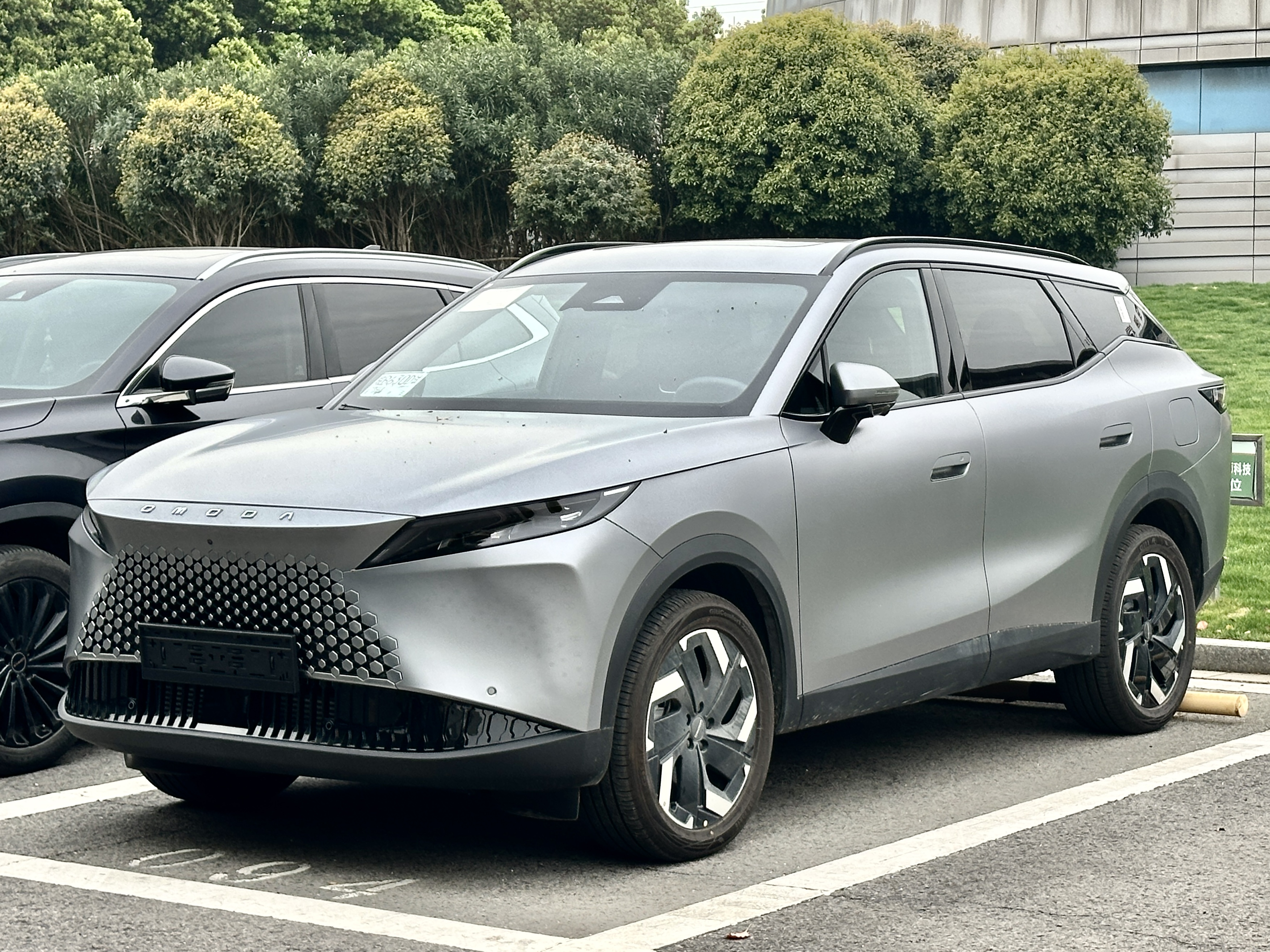
Omoda 7 (2024)

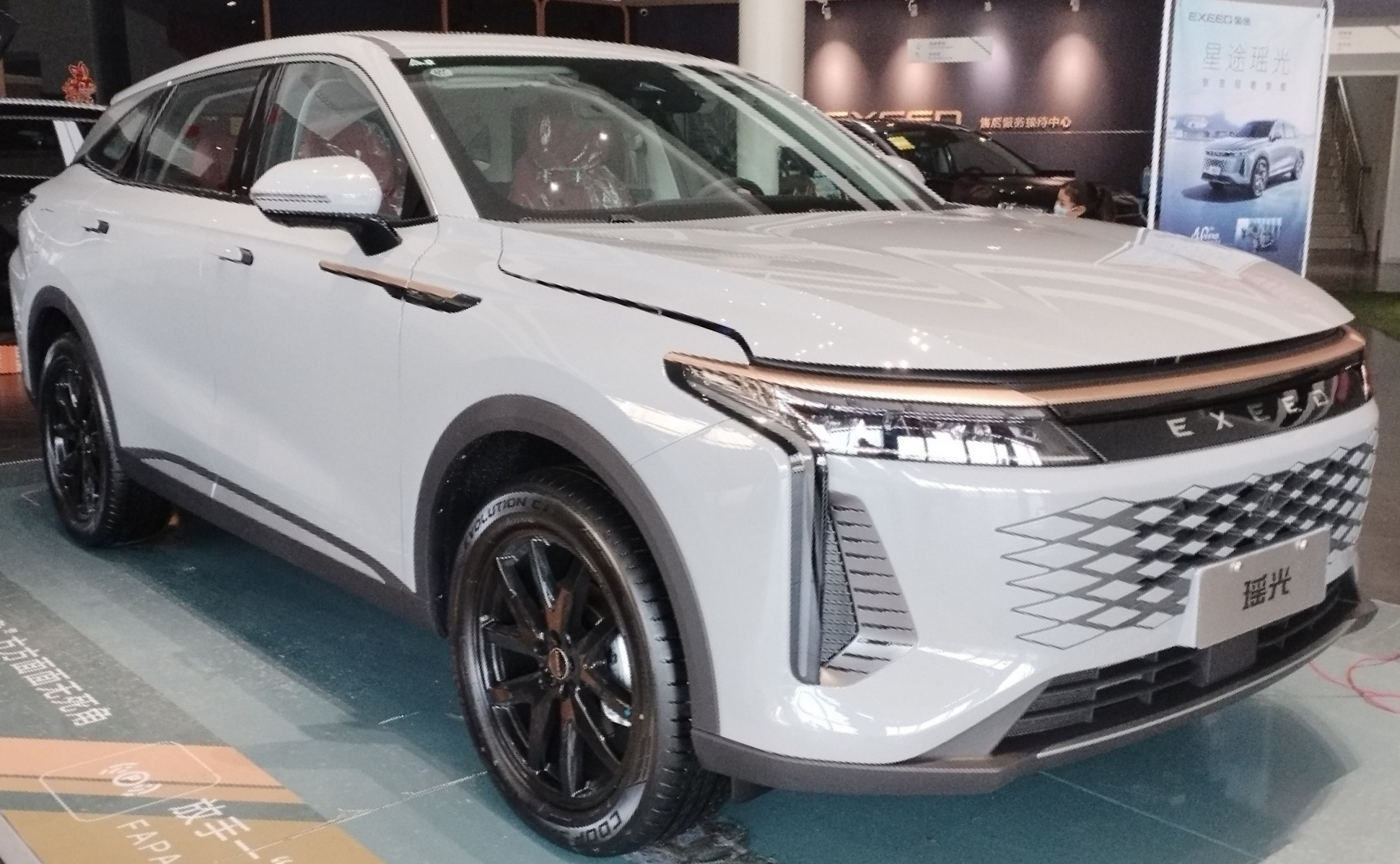
Omoda 9 (2024)

Omoda (chiń. upr. 欧萌达) – chiński producent samochodów osobowych, z siedzibą w Wuhu, działający od 2022 roku. Należy do chińskiego koncernu Chery Automobile.

## Historia

### Początki
Po raz pierwszy nazwa "Omoda" została zastosowana przez koncern Chery Automobile w listopadzie 2021 podczas lokalnej premiery nowego kompaktowego crossovera Chery Omoda 5. Samochód najpierw trafił do sprzedaży na rodzimym chińskim rynku w czerwcu 2022 jako produkt macierzystej marki, a jeszcze w tym samym miesiącu producent ogłosił chęć globalnej ekspansji. W ramach tego planu Chery utworzyło  nową, odrębną markę Omoda, początkowo głównie na potrzeby dywersyfikacji kanałów dystrybucji na objętym sankcjami rynku rosyjskim. Tym sposobem, Chery Omoda 5 utraciło tam emblematy macierzystej firmy i zostało przemianowane na Omoda C5 jako pierwszy produkt nowej filii.
W kwietniu 2023 roku koncern Chery ogłosił plan zwiększenia swojej rocznej sprzedaży wynoszącej 1,4 miliona sztuk do 2030 roku, w ramach czego rozpoczął globalną ekspansję na nowe rynki i zainaugurował dwie nowe globalne marki. Oprócz nowo powstałej w tym celu siostrzanej marki Jaecoo, do roli tej wyniesiono także Omodę, oficjalnie inaugurując jej światowy debiut. Oprócz głównego, pierwszego modelu Omoda C5, swoją premierę wiosną 2023 roku miała także jej w pełni elektryczna odmiana - Omoda E5. Nazwa "Omoda" powstała z połączenia angielskich słów "oxygen" (tlen) i "modern" (nowoczesny). 
Debiut na rynku europejskim poprzedziły prace zespołu lokalnego oddziału koncernu Chery w niemieckim Frankfurcie, którzy dostosowali specyfikę samochodów do lokalnych wymagań klientów pod kierownictwym byłego inżyniera Jaguar Land Rovera - Petera Matkina. W rezultacie, inaugurujący na tym rynku obecność Omody crossover pod krótszą nazwą "5" przeszedł modyfikacje m.in. układu jezdnego, a także kabiny pasażerskiej w stosunku do modelu oferowanego już wcześniej na innych rynkach. Jednostka napędowa zyskała też obniżoną moc w związku z normami emisji spalin.

### Rozbudowa oferty
W połowie 2023 Omoda przeszła do dalszej rozbudowy swojej oferty, prezentując przeznaczoną jednak tylko dla wysekcjonowanych rynków rodzinę klasycznych osobowych modeli wywodzących się z linii modelowej Chery Arrizo GX. W czerwcu zadebiutował sedan Omoda S5, by we wrześniu dołączyła do niego nowocześniejsza Omoda S5 GT. We wrześniu 2023 Omoda przedstawiła też swój czwarty model, również przeznaczony do sprzedaży na wybranych rynkach pod postacią flagowego, dużego SUV-a Omoda C9 i ponownie wywodzącego się z istniejącej już konstrukcji Exeed RX.
Do premiery szóstego modelu w portfolio Omody, będącego zarazem pierwszym samochodem od podstaw zbudowanego z myślą o tej marce bez prezentacji wcześniejszego odpowiednika w gamie innych marek koncernu Chery, został średniej wielkości SUV Omoda C7. Jego premiera odbyła się w maju 2024 roku, od dotychczasowych produktów marki odróżniając się spalinowo-elektrycznym napędem hybrydowym.

### Zasięg rynkowy
W ciągu pierwszego roku funkcjonowania, marka Omoda zachowała lokalny charakter, latem 2022 roku debiutując tylko w Rosji i zdobywając tam dużą popularność - do maja 2023 45% światowej sprzedaży crossovera Omoda C5 stanowił tamtejszy rynek. Dopiero zmiana strategii z kwietnia 2023 zmieniła charakter Omody na markę globalną, przeznaczoną tylko na pozachińskie rynki eksportowe. W kwietniu filia rozpoczęła sprzedaż w Południowej Afryce, w maju grono to powiększył Meksyk jako pierwszy kraj Ameryki Łacińskiej, a w czerwcu - Kazachstan. Dalsza ekspansja zintensyfikowała się w roku 2024, kiedy to w lutym Omoda rozpoczęła operacje w Indonezji, a latem - w Tajlandii i na Bliskim Wschodzie. W międzyczasie, od marca 2024 Omoda stopniowo poszerzała swoją obecność o kolejne rynki europejskie poczynając od Hiszpanii, a w lipcu tego samego roku - wkraczając m.in. do Włoch i Polski.

## Modele samochodów

### Obecnie produkowane

#### Samochody osobowe
- S5
- S5 GT

#### Crossovery i SUV-y
- C3
- C5
- C7
- C9

#### Samochody elektryczne
- E5